# Johanna ter Meulen

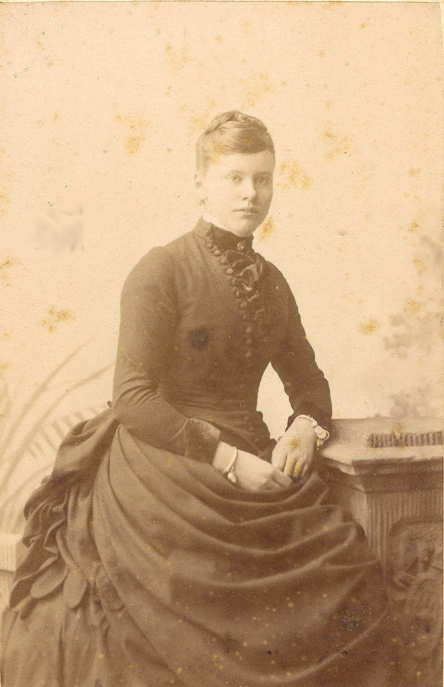
Johanna ter Meulen

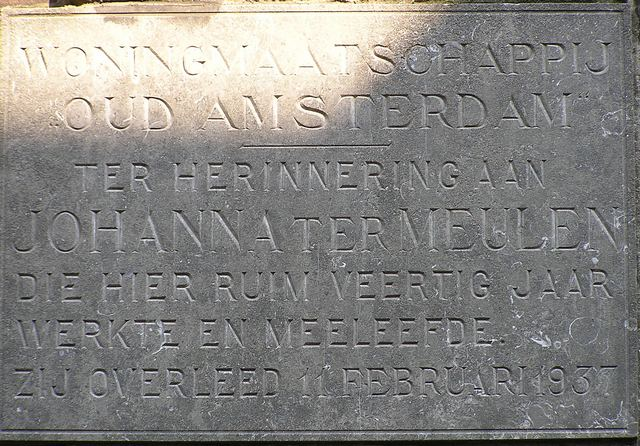
Gevelplaquette in de Tuinstraat, Amsterdam

Johanna Elisabeth ter Meulen (Amsterdam, 11 augustus 1867 — aldaar, 11 februari 1937), was een pionier van de sociale woningbouw in Amsterdam, voorzitster van de Maatschappij tot Nut van 't Algemeen, huisgenote van Cornelia de Lange, bekend arts en opleider van vrouwelijke artsen. Beiden behoorden tot de kring van vrijgevochten vrouwen die, zonder tot de kern van de feministen te hebben behoord, toch de weg hebben gebaand voor de volgende generaties vrouwen.

## Naar London
Geboren als dochter van de Amsterdamse zakenman Jan ter Meulen (1815-1896) en Anthonia Elisabeth Tra Kranen (1821-1908) slaagde Johanna erin zich te onttrekken aan het treurige bestaan van ongehuwde dochter van goeden huize. Suikerraffinadeur W. Spakler was bereid geld te steken in sociale woningbouw waarbij zij als woningopzichteres zou optreden. Ze kreeg toestemming van haar ouders om zich in Londen te oriënteren bij Octavia Hill die zich toelegde op woningbeheer in achterstandswijken.

## Engelse voorbeelden
Op allerlei manieren was Johanna ('Jo') ter Meulen betrokken bij de volkshuisvesting, waarbij zij geïnspireerd was door de Engelse voorbeelden. Volgens haar was goede huisvesting een zeer belangrijke factor voor een gelukkig gezinsleven. Evenals haar tijdgenote, navolgster en rivale Louise Went, kreeg zij grote betekenis voor de sociale woningbouw in de Jordaan in de periode voor 1913. Zij was de oprichtster en directeur van de Woningmaatschappij Oud-Amsterdam NV. Deze filantropische onderneming beheerde in totaal 94 nieuwe arbeiderswoningen in de Tuinstraat, Willemsstraat en Rozenstraat. In 1905 kreeg “Oud-Amsterdam” als eerste de status van woningbouwvereniging van de gemeente Amsterdam.

## Nevenfuncties
Ter Meulen had vele nevenfuncties. Zij was de eerste vrouw die voorzitter was van het landelijk bestuur van de Maatschappij tot Nut van ‘t Algemeen. Ze was mede-oprichtster en meer dan 25 jaar bestuurslid van het Amsterdamsche Bouwfonds. Ze werd directrice van de N.V. Maatschappij tot Huizenbouw benoorden het IJ. Ook was ze secretaresse van de Vereeniging tot verbetering der Volkshuisvesting "De Arbeiderswoning". Ze werd lid van de Rijkswoningraad en gemeentelijk woninginspectrice in buitengewone dienst. Van de vereniging van woningopzichteressen was ze mede-oprichtster en bestuurslid.

## Publicist en idealist
Zij publiceerde vele boekjes en brochures. Zij paarde de energie om fondsen te werven voor volkshuisvesting aan strenge morele leefregels voor de bewoners van “haar” woningen; dat hoorde bij volksopvoeding.

## Plein vernoemd
In Amsterdam werd het Johanna ter Meulenplein naar haar vernoemd. Een plaquette in de gevel van Tuinstraat 170 herinnert aan haar activiteiten aldaar.